# Malick Badiane
Malick Badiane (Dakar, 1 de enero de 1984) es un exjugador de baloncesto senegalés que jugó de forma profesional durante 18 temporadas. Con 2,11 metros de estatura, lo hacía en las posiciones de ala-pívot o pívot.

## Trayectoria deportiva

### Primeros años
Comenzó a jugar en su país, en el US Rail Thies de la Liga de Senegal. Llamó la atención en los Estados Unidos tras asistir al campamento ABCD en Teaneck (Nueva Jersey), donde brilló a pesar de sus limitaciones técnicas, siendo elegido uno de los 30 menores jugadores de aquella cita.

### Europa
En 2002, con 18 años, dio el salto a Europa, para fichar por el TV 1862 Langen de la 2. Basketball Bundesliga, filial del Skyliners Frankfurt, donde jugó una temporada en la que impresionó promediando 11,7 puntos y 8,9 rebotes por partido.«2003 NBA Draft». thedraftreview.com (en inglés). Consultado el agosto de 2017.</ref> pero no llegó a fichar por el equipo. Al año siguiente dio el salto al primer equipo, donde jugó tres temporadas, siendo la más destacada la tercera, cuando promedió 7,2 puntos y 6,4 rebotes por partido.
En 2006 fichó por el Artland Dragons, también de la BBL, donde jugó una temporada en la que promedió 2,8 puntos y 3,6 rebotes por encuentro. De ahí pasó a Francia, donde desarrollaría gran parte de su carrera. Fichó por el JDA Dijon de la Pro A, pero solo jugó cinco partidos, en los que promedió 4,0 puntos y 3,8 rebotes. De ahí pasó al Saint-Vallier Basket Drôme de la Pro B, donde jugando como titular una temporada promedió 12,8 puntos y 10,6 rebotes por partido.
En 2008 se marchó a China para jugar en los Dongguan Leopards, y en enero de 2009 fichó por los Anaheim Arsenal de la NBA D-League, donde acabó la temporada promediando 4,9 puntos y 5,4 rebotes por partido.
Regresó a la Pro B francesa, donde en las siguientes cuatro temporadas jugaría en cinco diferentes equipos: JSF Nanterre, Boulazac Basket Dordogne, Olympique Antibes, Hermine de Nantes Atlantique y Saint-Quentin Basket-Ball, destacando los 20 partidos que jugó en Nantes en 2012, en los que promedió 12,9 puntos y 8,0 rebotes. En 2014 fichó por el Union Basket Chartres Métropole de la NM1, el tercer nivel del baloncesto francés, y en 2015 bajó una categoría más para fichar por el Pays de Fougères Basket, equipo al que pertenece en la actualidad.